# Boden (comuna)
Boden (em sueco: Boden kommun;  pronúncia) é uma comuna da Suécia, localizada no sudeste do condado de Norrbotten. Sua capital é a cidade de Boden. Possui 4 008 quilômetros quadrados e segundo censo de 2018, havia 28 064 habitantes.